# Восточный Самар
Восточный Са́мар (исп. Samar Oriental, самареньо Simirangan nga Samar) — провинция Филиппин, расположенная на востоке острова Самар. Соседние провинции — Самар и Северный Самар. Омывается Филиппинским морем. Административный центр провинции — город Боранган. Основной язык местного населения — самареньо (см. Варайский язык).
Площадь провинции — 4339,6 км². Численность населения — 428 877 чел. (2010). Плотность населения — 98,83 чел./км².

## Административное деление
В административном отношении делится на 22 муниципалитет и 1 города.

### Город
- Боранган (Borongan City)

### Муниципалитеты
| - Артече (Arteche) - Балангига (Balangiga) - Балангкайян (Balangkayan) - Кан-Авид (Can-avid) - Долорес (Dolores) - Генерал Макартур (General MacArthur) - Гипорлос (Giporlos) - Гиуан (Guiuan) - Эрнани (Hernani) - Хипапад (Jipapad) - Лаваан (Lawaan) | - Ллоренте (Llorente) - Маслог (Maslog) - Майдолонг (Maydolong) - Мерседес (Mercedes) - Орас (Oras) - Кинапондан (Quinapondan) - Сальседо (Salcedo) - Сан-Хулиан (San Julian) - Сан-Поликарпо (San Policarpo) - Сулат (Sulat) - Тафт (Taft) |

## Экономика
В экономике преобладает производство копры. В сельском хозяйстве главные культуры — рис, кукуруза, сахарный тростник.